# دوشان فلاهوفيتش
دوشان فلاهوفيتش (بالصربية: Dušan Vlahović؛ مواليد 28 يناير 2000) لاعب كرة قدم صربي يلعب في مركز الهجوم لنادي يوفنتوس الإيطالي و‌منتخب صربيا.
بدأت مسيرة فلاهوفيتش الاحترافية مع نادي بارتيزان الصربي في 2016، وفاز معهم بالدوري الصربي و‌بكأس صربيا مرتين. ثم انتقل إلى فيورنتينا في 2018 حيث فاز بجائزة أفضل لاعب شاب في موسم 2020–21 بعد أن سجل 21 هدفًا في الدوري الإيطالي ذلك الموسم.
لعب فلاهوفيتش أول مباراة له مع المنتخب الصربي في بطولة دوري الأمم الأوروبية في 2020. وسجل 4 أهداف للمنتخب في تصفيات كأس العالم 2022 مساهمًا في تأهل منتخب بلاده إلى مونديال قطر.

## مسيرته الكروية

### مسيرة مبكرة
ولد فلاهوفيتش في بلغراد، صربيا. بدأ فلاهوفيتش لعب كرة القدم في مدرسة ألتينا زيمون لكرة القدم، حيث تنافس في مع اللاعبين الأكبر منه سنًا. كان سينتقل إلى نادي أو إف كيه بيوغراد لمدة ثلاثة أشهر، كما أنه ظهر مرة واحدة برفقة النجم الأحمر بلغراد، لكنه انضم إلى نادي بارتيزان في صيف 2014.

### بارتيزان
وقع فلاهوفيتش أول عقد احترافي له مع بارتيزان في عام 2015، عندما كان يبلغ من العمر 15 عامًا فقط. في بداية عام 2016، انضم فلاهوفيتش إلى الفريق الأول تحت قيادة المدير الفني إيفان توميتش وحصل على القميص رقم 9. ظهر لأول مرة في بطولة دوري السوبر الصربي  في 21 فبراير 2016 ضد نادي أو إف كيه بيوغراد، كأصغر لاعب في تاريخ بارتيزان.
في المباراة التالية، التي أقيمت في 27 فبراير 2016 ضد نادي النجم الأحمر بلغراد، أصبح فلاهوفيتش أصغر لاعب في الديربي الأبدي، عندما تم استبداله في بداية الشوط الثاني. في السابق، كان لوكا يوفيتش صاحب هذا اللقب. في 2 أبريل 2016، سجل فلاهوفيتش هدفه الأول لصالح بارتيزان ضد نادي رادنيك سوردوليتسا في فوز 3-2 على أرضه وأصبح أصغر هداف في تاريخ النادي. كما أنه سجل هدفًا في مباراة نصف النهائي في الكأس ضد نادي سبارتاك سوبتيتسا، التي لعبت في 20 أبريل 2016 في الفوز 3-0 خارج الأرض. طوال فصل الربيع، تم اكتشاف فلاهوفيتش من قبل عدد من الفرق الأوروبية المعروفة، بما في ذلك نادي أرسنال، رويال أندرلخت ويوفنتوس، ولكن لاحقًا، رفض نادي بارتيزان جميع العروض.
كما سجل فلاهوفيتش هدفاً في مباراة الكأس الأخيرة ضد نادي يافور إيفانجيكا، والتي فاز بها بارتيزان.

### فيورنتينا

#### الظهور
في يونيو 2017، وقع فلاهوفيتش عقدًا مدته خمس سنوات مع نادي فيورنتينا، والذي أصبح رسميًا في عيد ميلاده الثامن عشر، في 28 يناير 2018. تم شراء فلاهوفيتش رسميًا من قبل نادي فيورنتينا في 22 فبراير 2018، اختار ارتداء القميص رقم 18. وبسبب القواعد الإدارية، لم يكن متاحًا للعب حتى 1 يوليو 2018. تم تسجيله في البداية لفريق فيورنتينا تحت 19 عامًا، ظهر فلاهوفيتش لأول مرة برفقة نادي فيورنتينا في 25 سبتمبر 2018، في خسارة 2–1 في الدوري الإيطالي أمام إنتر ميلان. لعب 10 مباريات مع الفريق الأول في موسم 2018–19.
فاز فلاهوفيتش في هذا الموسم ببطولة كأس إيطاليا للشباب بتسجيل هدفين ضد فريق الشباب ل‍نادي تورينو في مباراة ذهاب النهائي. وسجل رجلة جزاء في مباراة العودة.

#### موسم 2019–20
في الموسم التالي ، كان فلاهوفيتش ضمن التشكيلة الأساسية للفريق الأول.
في 18 أغسطس 2019 ، سجل فلاهوفيتش أهدافه الأولى مع فيورنتينا ، ثنائية في الفوز 3-1 ضد نادي مونزا في بطولة كأس إيطاليا 2019–20. في 10 نوفمبر سجل أهدافه الأولى في الدوري، وسجل هدفين في الهزيمة 5-2 خارج الأرض ضد نادي كالياري. أنهى فلاهوفيتش موسمه بتسجيله 8 أهداف في 34 مباراة.

#### موسم 2020–21
في موسم 2020–21، وجد فلاهوفيتش المزيد والمزيد من المساحة كبداية، خاصة بعد وصول المدير الفني تشيزاري برانديلي لتدريب فيورنتينا. في 22 ديسمبر 2020، ساهم بهدف في فوز فيورنتينا خارج أرضه على ملعب يوفنتوس ضد نادي يوفنتوس بنتيجة 3–0، والذي يمثل أول فوز لـ «فيولا» على أرض «البيانكونيري» منذ 12 عاما. في 13 مارس 2021، سجل فلاهوفيتش أول هاتريك (ثلاثة أهداف) في مسيرته في مباراة إنتهت بالفوز 4-1 خارج الأرض على نادي بينيفينتو. أنهى فلاهوفيتش العام برصيد إجمالي 21 هدفًا، وفاز بلقب أفضل لاعب شاب بالدوري.

#### موسم 2021–22
بدأ موسم 2021–22 بتسجيله ثنائية في الفوز 4-0 على نادي كوسينزا كالشيو في بطولة كأس إيطاليا. في 31 أكتوبر 2021، سجل ثلاثية أخرى، هذه المرة في الفوز 3-0 على نادي سبيزيا. في 19 ديسمبر 2021، سجل فلاهوفيتش هدفه الثالث والثلاثين في الدوري الإيطالي خلال عام واحد؛ أصبح بذلك المعدل اللاعب الوحيد برفقة اللاعب كريستيانو رونالدو عام 2020، وكان أخر مرة قام لاعب بالوصول لهذا المعدل في عام 1951. في موسمه ونصفه السابق في فيورنتينا، سجل فلاهوفيتش 38 هدفًا في الدوري، أكثر من أي لاعب آخر نشط في نفس الفترة الزمنية. كما كان اللاعب الوحيد في الدوريات الخمس الكبرى في أوروبا المولود بعد عام 2000 الذي سجل 40 هدفًا على الأقل، برفقة اللاعب آرلينغ هالاند.

### يوفنتوس
في 28 يناير 2022، في يوم عيد ميلاده الثاني والعشرين، وقع فلاهوفيتش مع نادي يوفنتوس على عقد مدته أربع سنوات ونصف. بلغت قيمة الصفقة 70 مليون يورو، بالإضافة إلى 10 ملايين يورو في المكافآت المتعلقة بالأداء. في 6 فبراير، ظهر فلاهوفيتش لأول مرة مع يوفنتوس كلاعب وسجل الهدف الافتتاحي للمباراة في الفوز 2-0 على نادي هيلاس فيرونا.

## روابط خارجية
- الموقع الرسمي
- دوشان فلاهوفيتش على موقع الاتحاد الدولي (مؤرشف)  (الإنجليزية)
- دوشان فلاهوفيتش على موقع الاتحاد الأوربي (الإنجليزية)
- دوشان فلاهوفيتش على موقع قاعدة بيانات كرة القدم.إي يو (الإنجليزية)
- دوشان فلاهوفيتش على موقع ليكيب (الفرنسية)
- دوشان فلاهوفيتش على موقع ناشيونال فوتبول تيمز (الإنجليزية)
- دوشان فلاهوفيتش على موقع Soccerbase.com (لاعب) (الإنجليزية)
- دوشان فلاهوفيتش على موقع Soccerway.com (الإنجليزية)
- دوشان فلاهوفيتش على موقع عالم كرة القدم.نت (الإنجليزية)
- دوشان فلاهوفيتش على موقع AS.com (الإسبانية)